# Ocean's Thirteen
Ocean's Thirteen er en amerikansk film fra 2007, instrueret af Steven Soderbergh, og er en efterfølger til Ocean's Eleven og Ocean's Twelve.  Den handler om Hr. Ocean (George Clooney) og hans nu 13 medsvorne kriminelle.

## Medvirkende
- George Clooney
- Matt Damon
- Andy Garcia
- Brad Pitt
- Al Pacino
- David Paymer